# Pennigsehl
Pennigsehl egy község Németországban, azon belül Alsó-Szászországban. Lakosainak száma 1230 fő (2023. december 31.).

## Földrajza
Pennigsehl Steyerberg, Binnen és Liebenau községekkel határos.

## Népessége
| Lakosok száma | 1272 | 1247 | 1254 | 1262 | 1238 | 1237 | 1230 |
|               | 2014 | 2016 | 2017 | 2019 | 2021 | 2022 | 2023 |